# Prostý text
Prostý text (též čistý nebo holý text, anglicky plain text) je v informatice označení uložení textu do souboru ve formě, kdy jsou uloženy pouze jednotlivé znaky (resp. čísla odpovídající kódům použité znakové sady, např. ASCII nebo Unicode) bez formátovacích informací. Takový soubor se pak nazývá textový soubor. Hlavní výhodou prostého textu je jeho přímá čitelnost bez nutnosti interpretovat obsah souboru speciálním programem, možnost upravovat jakýmkoliv jednoduchým textovým editorem. Opakem prostého textu je formátovaný text, který obsahuje kromě vlastní textové informace i specifické informace způsobující změnu jeho formátování (začátek odstavce, nadpis, řez písma, použitý font atd.) nebo obecně jakýkoliv binární soubor.

## Využití

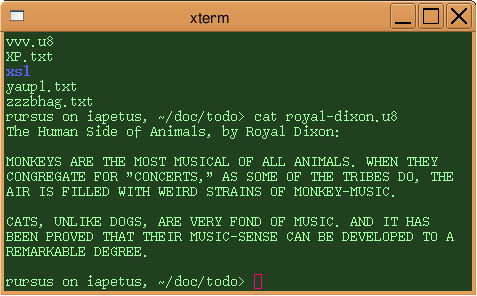
Soubor s čistým textem zobrazen programem cat v terminálu xterm

Základními výhodou prostého textu je jeho jednoduchost a z ní vyplývající přenositelnost. Pokud je potřeba prostý text zpracovat (přečíst, změnit), není nutné interpretovat doplňující informace, které jsou typicky pro každý formát souboru jiné, ale je možné použít jakýkoliv jednoduchý textový editor, který je typicky dostupný na všech platformách (v Microsoft Windows je to Poznámkový blok, v unixových systémech pak například Vi, Vim, pico, v GUI pak gedit, v systému Mac OS X pak TextEdit na atd). Textové procesory naopak ukládají texty obvykle spolu s formátovacími značkami.
V prostém textu jsou obvykle ukládány zdrojové kódy pro počítačové programy, konfigurační soubory (Windows 3.x, všechny unixové systémy). Používá se též pro základní formát elektronické pošty, pro internetové protokoly (SMTP, HTTP, POP3…) i v dalších případech.

## Problémy s češtinou
V českém prostředí (obecně však pro většinu jazyků) je nutné pro interpretaci národních znaků (tj. písmena s diakritickými znaménky) zvolit vhodnou znakovou sadu. U prostého textu je však normální, že v něm není informace o znakové sadě obsažena. V prostředí Microsoft Windows je proto implicitně použito kódování Windows-1250, které však nemusí být pro zobrazený text správné a znaky s diakritikou nejsou správně zobrazeny a text je obtížně čitelný. V unixových systémech bývalo dříve pro češtinu implicitní kódování ISO 8859-2, v posledních letech pak pro všechny jazyky UTF-8. Některé unixové editory jsou schopny do jisté míry detekovat znakovou sadu na základě rozdílů mezi nimi, avšak je téměř nemožné odlišit ISO 8859-2 a Windows-1250.